# Aucoumea klaineana
Genre
Espèce
Classification phylogénétique
Statut de conservation UICN

 VU A1cd : Vulnérable
Aucoumea klaineana (okoumé, angouma, n’kumi ou gaboon) est un arbre de la famille des Burseraceae, originaire d'Afrique de l'Ouest équatoriale au Gabon, en république du Congo et de la région continentale de la Guinée équatoriale. C'est la seule espèce du genre Aucoumea. C'est un grand arbre à bois dur atteignant 30 à 40 mètres de haut, rarement plus grand, avec un tronc de 1,0 à 2,5 mètres de diamètre au-dessus des contreforts basaux souvent grands. L'arbre pousse généralement en petits peuplements, les racines des arbres étant entrelacées avec celles des arbres voisins. Au Gabon, c'est la principale espèce de bois d'œuvre. Cette espèce n’est pas inscrite dans les annexes de la CITES, mais figure sur la liste rouge de l'UICN.

## Dénominations
Okume est le nom donné à cet arbre par les Mpongwe, bantous du groupe nord-ouest, en myènè ou Anguma.
Son nom initial était Bosswellia Klaineana du nom du Père Théophile Klaine, spiritain et botaniste qui en a découvert l'intérêt vers 1894-1896.

## Description

### Allure générale
Aucoumea klaineana se développe comme un grand arbre à feuilles persistantes avec une couronne ouverte pouvant atteindre une hauteur de plus de 50 mètres (dans de rares cas jusqu'à 60 mètres). Le tronc épais est cylindrique avec un diamètre à hauteur de poitrine compris entre 110 et 240 centimètres. Les racines du contrefort atteignent jusqu'à 3 mètres de haut. Le tronc est dépourvu de branches sur environ la moitié de sa longueur. 

### Écorce
L'écorce a une épaisseur comprise entre 0,5 et 2,0 centimètres et est de couleur grise à brun orangé et s'écaille en écailles ou en plaques plus grandes. Les lenticelles apparaissent et sont très résineuses, fibreuses et de couleur rouge rosé à rougeâtre.

### Feuillage
Les feuilles sont disposées alternativement et ne sont pas appariées. Le rachis mesure jusqu'à 40 centimètres de long et possède entre 7 et 13 folioles sur des tiges atteignant quatre centimètres de long. Les feuilles coriaces mesurent 10 à 30 centimètres de long et 4 à 7 centimètres de large, ovoïdes à allongées, avec une base arrondie, une extrémité supérieure pointue à pointue et un bord entier. Les stipules sont manquantes. Les jeunes feuilles sont rougeâtres.

### Fleurs et fruits
Aucoumea klaineana est dioïque avec des sexes séparés (fonctionnellement dioïque). Les inflorescences paniculées axillaires ou terminales mesurent jusqu'à 30 centimètres de long. Les inflorescences mâles contiennent jusqu'à cinq fois plus de fleurs que les femelles.
Les fleurs (fonctionnellement) unisexuées sont quintuples avec un double périanthe. Les cinq sépales verts et poilus sont en forme d'œuf et mesurent jusqu'à 5 millimètres de long. Les cinq pétales jaune-blanchâtre sont spatulés, longs de 5 à 6 millimètres et poilus des deux côtés. Il existe un disque avec cinq glandes bilobées. Les fleurs mâles contiennent dix étamines avec des filaments poilus et un pistil rudimentaire. Les fleurs femelles contiennent dix petits étamines et un ovaire supère avec un style colonnaire et un stigmate capité.
Des fruits en capsule brunâtres, d'environ 5 centimètres de long et 3 centimètres de large, à cinq lobes, particulaires et en forme de massue (ou drupes qui s'ouvrent) avec une graine par valve se forment. Les fruits s'ouvrent, fendus à la base. Les graines en forme d'œuf sont entourées d'un endocarpe rempli de cellules pierreuses et se prolongent en une aile de 2 à 3 centimètres de long et d'environ 0,5 centimètre de large. Les graines germent hors sol (épigée) avec des cotylédons ronds et charnus.
Le nombre de chromosomes est 2n = 26.

## Écologie

### Répartition
L'aire de répartition naturelle d'Aucoumea klaineana s'étend de l'ouest et du centre du Gabon à la Guinée équatoriale continentale au sud jusqu'à la république du Congo. Au Congo, l'arbre ne se trouve que dans les montagnes du Chaillu et du Mayombe. Quelques petites populations peuvent être trouvées dans le sud du Cameroun, près de la frontière avec le Gabon. Une petite occurrence naturelle au Nigéria, à la frontière avec le Cameroun, n'a pas été confirmée.
La plage d'altitude s'étend du niveau de la mer jusqu'à des altitudes de 600 mètres. Dans de rares cas, des spécimens ont été trouvés jusqu'à 1400 mètres.
Aucoumea klaineana est particulièrement commune dans les vieilles forêts secondaires et aime pousser en association avec Sacoglottis gabonensis. Le concurrent direct est Macaranga monandra. L'aire de répartition de l'espèce est limitée par les précipitations. Il nécessite entre 1 200 et 3 000 mm de précipitations par an avec une saison sèche ne dépassant pas trois mois. L'emplacement doit être en plein soleil. L'okoumé aime les sols acides et riches en nutriments tels que les arénosols ou les oxisols, mais tolère également les sols sableux pauvres en nutriments.
L'okoumé était également cultivé ailleurs pour la production de bois ; des stocks artificiels plus importants peuvent être trouvés au Gabon et au Cameroun en Côte d'Ivoire, et des stocks plus petits en république du Congo, en république démocratique du Congo, au Ghana et à Madagascar. Il existe également des cultures expérimentales hors d'Afrique, en Indonésie et en Malaisie, ainsi qu'au Suriname et en Guyane française.

### Vulnérabilité
Dans la liste rouge de l'UICN des espèces menacées, Aucoumea klaineana est classée « vulnérable » en raison de son utilisation intensive et de sa croissance lente.

## Usages

### Caractérisation du bois

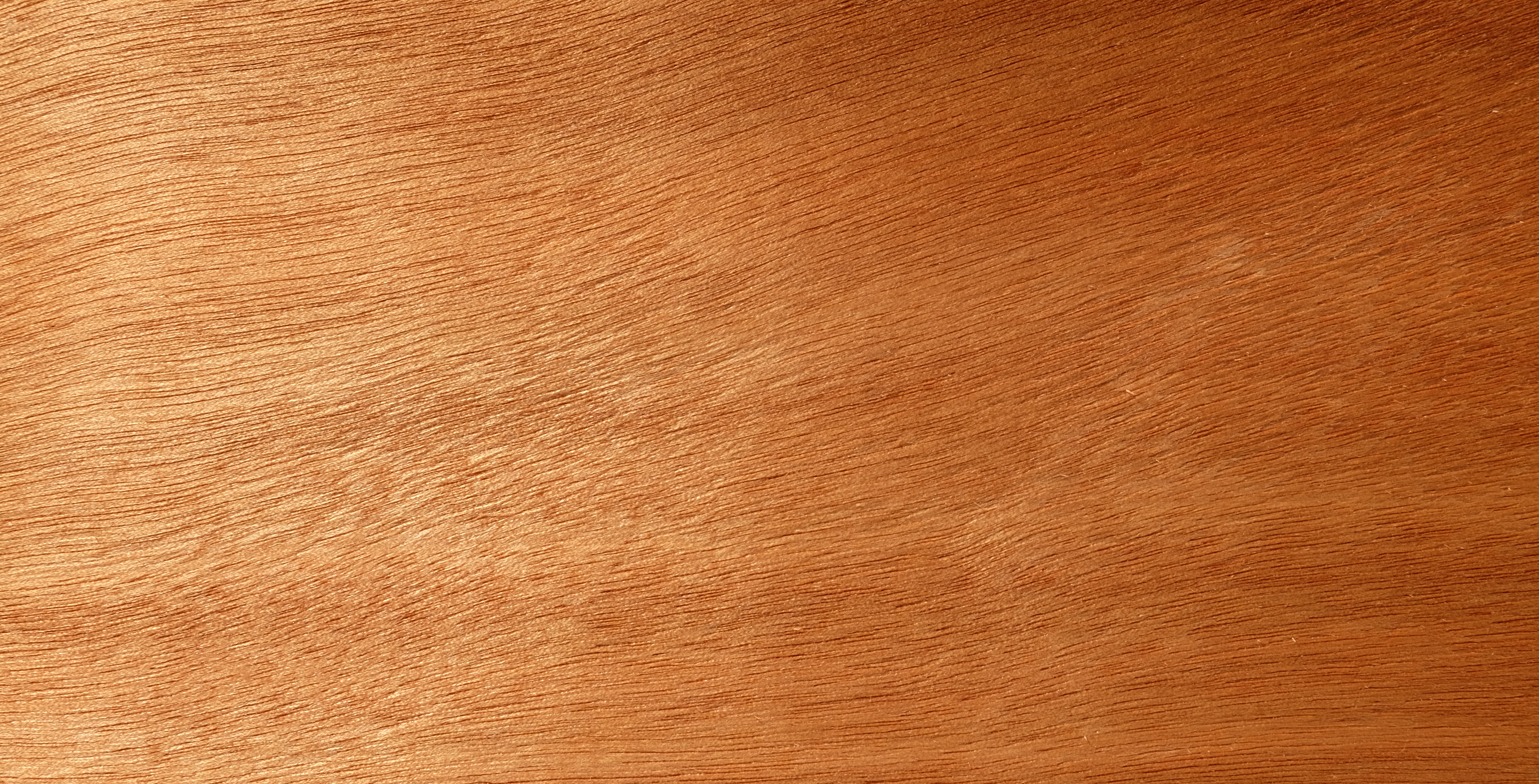
Bois d'okoumé.

L'okoumé représente environ 90 % des exportations de bois du Gabon. Le principal importateur est la France, suivie par Israël, le Japon et l'Italie.
C'est un bois fragile, avec une faible résistance à la pourriture et une stabilité dimensionnelle modérée. Le bois fraîchement coupé est rose clair et devient progressivement plus foncé et brun en vieillissant. L'aubier a une teinte grise et se fond dans le bois de cœur sans séparation nette. Le grain est généralement droit. Parfois, un grain légèrement ondulé apparaît également. Le bois moyennement lourd est assez tendre et peu durable et atteint 240 Janka au test de dureté Janka. Canarium schweinfurthii peut être utilisé en remplacement.

### Utilisation du bois

L'okoumé est représenté dans les armoiries du Gabon.

Le bois d'okoumé est relativement rarement utilisé comme bois massif, mais est généralement transformé en placage. Il est facile à coller et peut également être bien cloué. L'utilisation du bois est limitée aux intérieurs car il n'est pas très durable. Le bois a une teneur en silice d'environ 0,12 à 0,16 %, de sorte que les lames de scie s'émoussent relativement rapidement lors du traitement.
L'okoumé est principalement utilisé dans la fabrication de contreplaqué. Il est environ 8 à 12 % plus léger que l'autre principal contreplaqué marin issue de Shorea, qui est couramment utilisé dans la construction navale, mais n'est pas aussi rigide. Il est utile lorsqu'une conception de bateau nécessite des courbures à rayon serré, comme près de la proue dans une conception à bouchain unique, en raison de sa flexibilité. Cependant, il ne résiste pas aux chocs aussi bien que les Shorea. Il est souvent gainé de résine époxy pour augmenter la résistance et donner plus de résistance aux chocs et à l'abrasion, et pour augmenter la résistance à l'eau par rapport aux peintures émaillées marines conventionnelles. Il est souvent utilisé dans la construction en sandwich en utilisant l'époxy West System (et d'autres similaires).
Son aspect attrayant signifie qu'il est souvent utilisé de manière décorative comme placage de surface supérieure dans les panneaux et les meubles, ou sous forme solide, dans des articles de luxe tels que des boîtes à cigares ou d'autres articles de grande valeur (par exemple, du matériel audio).
Le contreplaqué du Gabon est également utilisé dans l'industrie aéronautique française pour fabriquer des avions légers, tels que ceux construits par Robin Aircraft. Il a été largement utilisé pour fabriquer la gamme d'avions Jodel, qui sont populaires dans toute l'Europe, mais ne sont plus fabriqués en usine. Cependant, le grain ouvert du bois, sa flexibilité et son poids léger en font un choix populaire pour les constructeurs amateurs d'avions Jodel à ce jour. 
Sous la forme connue sous le nom de contreplaqué de qualité marine okoumé, il est considéré comme peut-être le meilleur contreplaqué de construction actuellement disponible pour les bateaux, en particulier lorsqu'un poids plus léger est nécessaire. Il est largement disponible, fabriqué et certifié selon la norme britannique BS 1088. Ses utilisateurs vont des constructeurs de kayaks amateurs individuels à certains des plus grands constructeurs de bateaux au monde. Le plus souvent, il est utilisé en combinaison avec de l'époxy et de la fibre de verre, la combinaison donnant une structure qui peut être plus solide et plus légère que le plastique ou la fibre de verre, rivalisant avec les caractéristiques de performance de composites plus avancés tels que la fibre de carbone. L'aspect du grain est prisé, comparé à celui de l'acajou, et est souvent verni pour un aspect décoratif.
Lorsqu'il est utilisé pour le dos et les côtés des guitares acoustiques haut de gamme, l'okoumé (ou comme on l'appelle dans le commerce, akoumé) présente de nombreuses propriétés tonales de l'érable. Les guitares fabriquées en okoumé sont sensiblement plus légères que celles fabriquées en acajou ou en palissandre.

## Classification
Aucoumea klaineana est la seule espèce du genre monotypique Aucoumea dans la famille des Burseraceae. Il se trouve là dans la tribu Bursereae, plus précisément dans la sous-famille Boswelliinae, qui comprend les genres Aucoumea, Beiselia, encens (Boswellia), Triomma et Garuga.
Cependant, une étude morphologique du pollen de 2008 a révélé une relation plus étroite avec les genres Bursera et Commiphora, qui forment ensemble la sous-tribu Burserinae, de sorte que la classification dans les Boswelliinae semble discutable.